# Pohřební urna

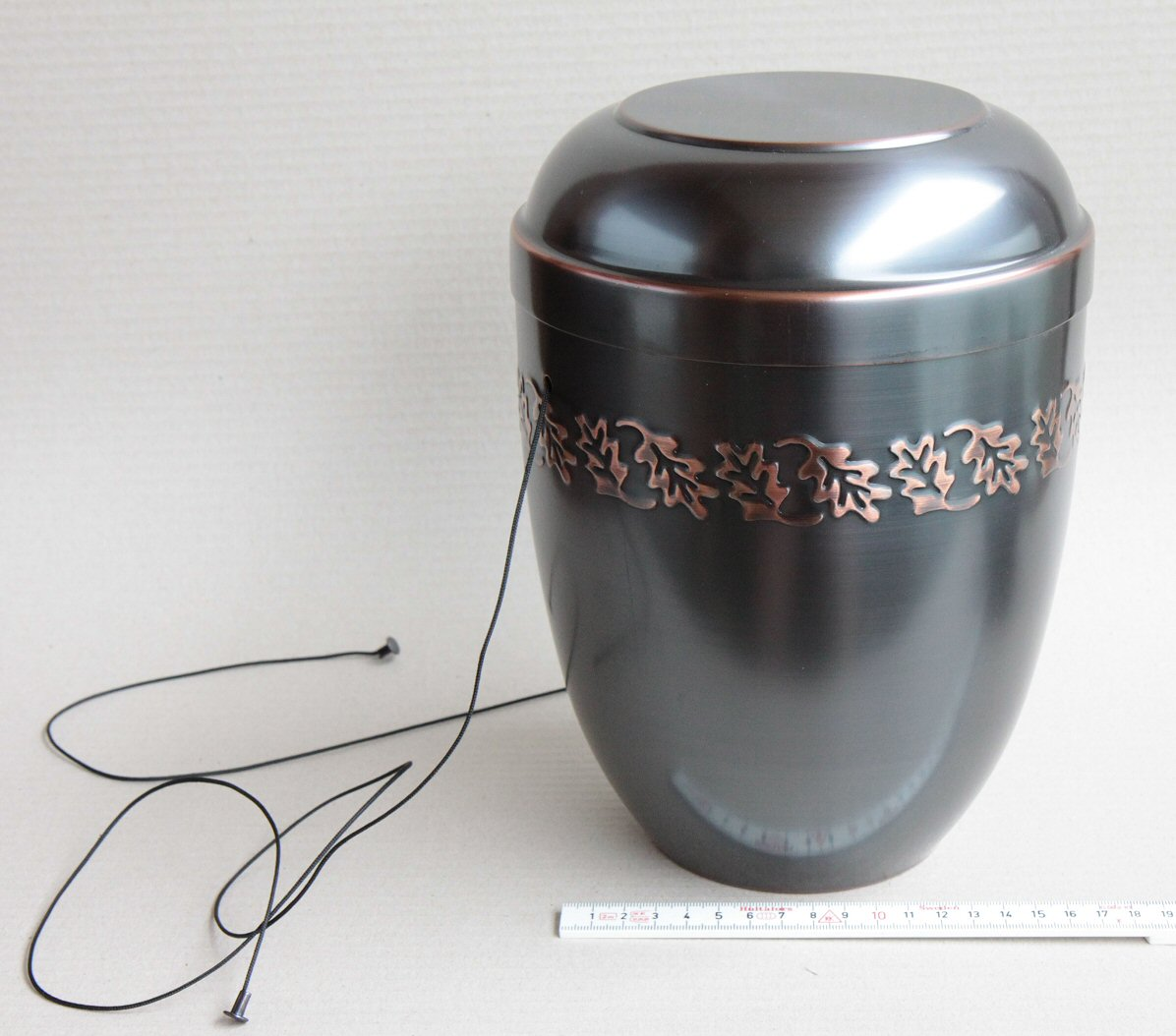
Urna

Pohřební urna, zpravidla nazývaná jen urna nebo urna na popel zemřelých, v archeologickém kontextu popelnice, je nádoba určená k ukládání popela po kremaci zemřelých, pokud nebyl popel rozptýlen.
Pohřební popelnice nalézají archeologové jako součást výbavy jednotlivých hrobů na pohřebištích, především na pohřebištích kultur popelnicových polí doby bronzové a starší doby železné (doba halštatská) či na starších pohřebištích slovanských.
Moderní pohřební urny bývají vystaveny v urnovém háji, kolumbáriu, popřípadě soukromě uloženy jako rodinná památka.